# Llac Keret
El llac Keret (en rus: Кереть, en finès: Kierettijärvi) és un llac d'aigua dolça que es troba la República de Carèlia, al nord-oest de Rússia. Té una superfície de 223 km². A l'interior del llac hi ha sobre unes 130 illes. Entre novembre i maig el llac es troba gelat.